# Удачи вам, господа!
«Удачи вам, господа!» — российская комедия 1992 года режиссёра Владимира Бортко по сценарию Владимира и Натальи Бортко, Аркадия Инина и Семёна Альтова. Фильм о двух бывших «афганцах», которые влюбляются в одну и ту же девушку. Снят студией 2-Б-2 киностудии «Ленфильм» весной 1992 года. Премьера фильма состоялась в петербургском Доме кино 8 октября 1992 года.

## Сюжет
Ветеран ГСВГ Олег приезжает в Санкт-Петербург по вызову старого боевого друга Владимира. Вместо ожидаемой хорошо оплачиваемой работы и пристойного жилья он находит пристанище в сосновом лесу, где бывшие армейские капитаны и майоры живут в танках (их танковую колонну, которую путчисты послали к Ленинграду, остановили на полпути и забыли) и зарабатывают на хлеб, обряжаясь цыганами, а его друг помешан на частном предпринимательстве. Оба влюбляются в провинциальную девчонку Ольгу, приехавшую поступать в театральное училище.
Бывшие офицеры участвуют в съёмках боевика на афганскую тему, «халтурят» в цыганском хоре, продают воздушные шары, работают на обувной фабрике и в ритуальной службе. Каждый их бизнес пытается подмять банда рэкетиров во главе с Фёдором по кличке «Амбал». Однажды загримировавшись и переодевшись в женские платья, они принимают участие в конкурсе красоты, где неожиданно выигрывают миллион. Потом их разоблачают, а офицеры узнают, что за этим стоят дельцы теневой экономики и рэкетиры. Олег, Владимир и Ольга спасаются бегством, угоняя «Мерседес» дельца, выступавшего в качестве ведущего конкурса. Рэкетиры пускаются в погоню, но остаются ни с чем, в результате чего Амбал кончает жизнь самоубийством, наблюдая, как танк Владимира давит его «восьмёрку».
Удрав от погони, Владимир и Ольга уезжают в Липецк, Олег остаётся в Петербурге. Чемодан с миллионом разваливается, а деньги разлетаются по взлётному полю.
Через некоторое время Олег стал успешным предпринимателем, а Владимир осуществил свою мечту — открыл биржу.

## В ролях
- Николай Караченцов — Владимир
- Андрейс Жагарс — Олег (озвучка — Михаил Жигалов)
- Дарья Михайлова — Ольга
- Владимир Бортко — режиссёр на съёмках боевика
- Виктор Степанов — подполковник Предтеченский, командир танковой части
- Виктор Павлов — Максим Петрович, начальник в исполкоме
- Юрий Кузнецов — швейцар в гостинице «Астория»
- Валентина Ковель — кадровый работник на обувной фабрике
- Валентина Талызина — хозяйка Люси, собаки, помогавшей Владимиру
- Андрей Мартынов — начальник колонны
- Борислав Брондуков — работник крематория
- Татьяна Агафонова — цыганка Маша
- Юрий Шерстнев — Владимир Иванович, ветеран и директор оружейного предприятия
- Юрий Дедович — начальник отделения милиции, в окно которого влетела иномарка рэкетиров
- Семён Фурман — делец теневой экономики
- Анатолий Азо
- Валерий Матвеев
- С. Пескарёв — Фёдор «Амбал», главарь банды рэкетиров
- Виталий Матвеев
- С. Колбая — Анвар, рэкетир
- А. Леонг — Басука-сан, японский миллионер, спонсор конкурса красоты
- Коля Дрейден — мальчик, открывавший клуб миллионеров
- Михаил Черняк — брокер

## Съёмочная группа
- Режиссёр-постановщик: Владимир Бортко
- Продюсер: Наталья Бортко, Александр Голутва
- Авторы сценария: Владимир Бортко, Наталья Бортко, Аркадий Инин, Семён Альтов
- Оператор-постановщик: Владимир Ковзель
- Художник-постановщик: Марксэн Гаухман-Свердлов
- Композитор: Владимир Дашкевич